# Tibagi (gemeente)
Tibagi is een gemeente in de Braziliaanse deelstaat Paraná. De gemeente telt 20.283 inwoners (schatting 2014). De Guartelá Canyon ligt in de gemeente.

## Galerij

Guartelá Canyon
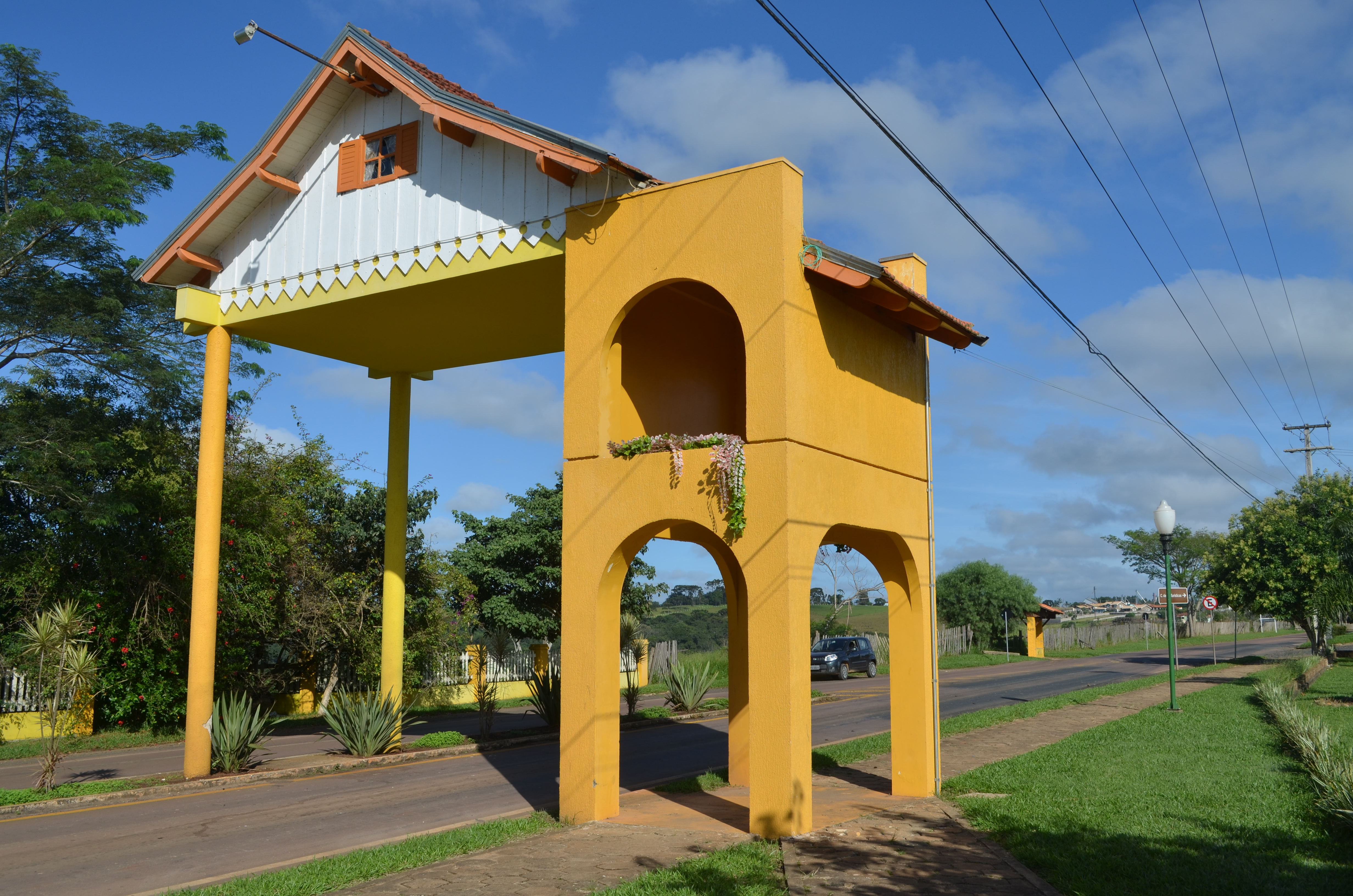
Stad portaal
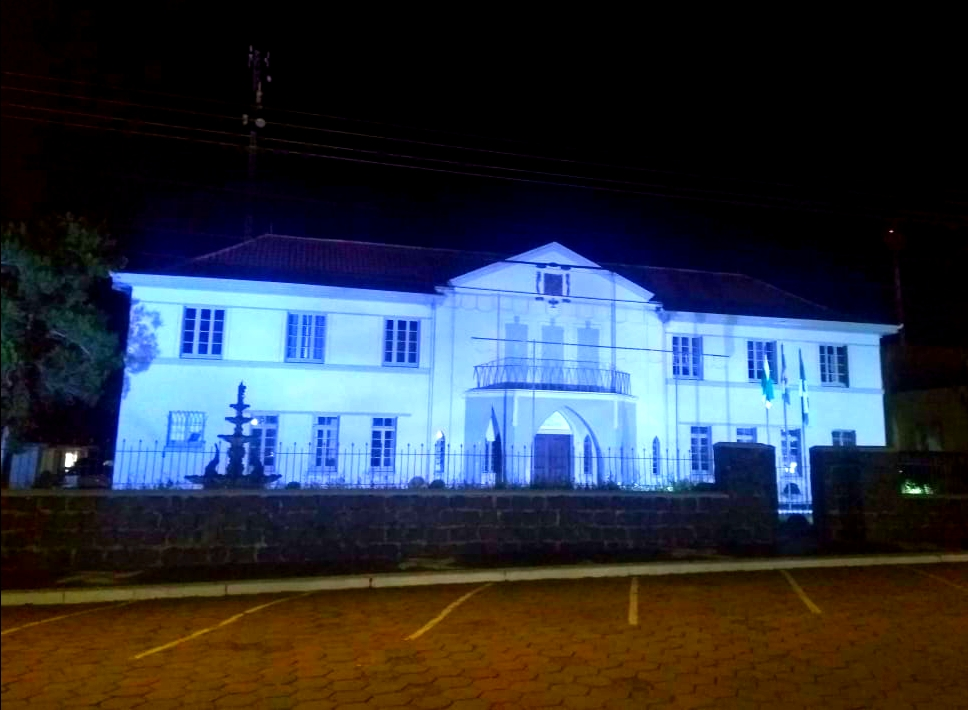
Tibagi prefectuur